# Гелле Єсперсен
Гелле Єсперсен (дан. Helle Jespersen, 12 лютого 1968) — данська яхтсменка.
Учасниця Олімпійських Ігор 2004 року.